# Psychotria broweri
Psychotria broweri är en måreväxtart som beskrevs av Berthold Carl Seemann. Psychotria broweri ingår i släktet Psychotria och familjen måreväxter. Inga underarter finns listade i Catalogue of Life.